# Ha tornat
|  | Aquest article tracta sobre la novel·la. Si cerqueu l'adaptació cinematogràfica, vegeu «Er ist wieder da». |

Ha tornat (títol original en alemany: Er ist wieder da) és una novel·la satírica alemanya i best-seller sobre Adolf Hitler, escrita per Timur Vermes, i publicada el 2012 per Eichborn Verlag.

## Argument
El 2011, Adolf Hitler es desperta en un terreny erm a Berlín, sense recordar res del que li ha passat després de 1945. Sense llar i a la misèria, interpreta tot el que veu l'any 2011 des de la perspectiva nazi (per exemple, suposa que els turcs a Alemanya són un indicador que Karl Dönitz ha persuadit Turquia per unir-se a l'Eix, i pensa que Wikipedia és el nou nom donat als vikings. Encara que tothom el reconeix, ningú no creu possible que sigui l'autèntic Hitler. Es pensen, en canvi, que és un humorista, o un actor del mètode Stanislavski. Com a resultat, els vídeos de les seves diatribes furioses obtenen un gran èxit a YouTube, i així aconsegueix un estatus de celebritat moderna com a actor. Al final, Hitler utilitza la seva popularitat per a tornar a la política.

## Publicació
El llibre va ser venut inicialment a Alemanya a un preu de 19,33 €, una referència deliberada a l'ascens de Hitler al poder en aquest any. El març de 2014 havia venut 1,4 milions de còpies a Alemanya. Hi ha plans per traduir el llibre a vint idiomes. La versió en català va ser publicada per Edicions 62 el 2013.
Se'n va fer una versió en audiollibre en alemany, llegida per l'humorista Christoph Maria Herbst, que el maig de 2014 havia venut més de 520.000 còpies. Els drets de la pel·lícula ja s'han venut, igual que els drets de llicència estrangera.

## Recepció per la crítica
Al Jewish Daily Forward, Gavriel Rosenfeld descriu la novel·la com un slapstick, però que és en última instància un «missatge moral». No obstant això, si bé reconeix que la representació que fa Vermes de Hitler com un ésser humà en lloc d'un monstre té per objecte explicar millor l'èxit del nazisme a Alemanya, Rosenfeld també expressa el risc que la novel·la «embelleixi el que s'hauria de condemnar»; els lectors poden «riure's no solament de Hitler, sinó també amb ell».
Al Süddeutsche Zeitung, Cornelia Fiedler va postular que l'èxit del llibre pot ser degut no tant a la seva qualitat i mèrits literaris sinó més al fet que el seu protagonista sigui Adolf Hitler, i va declarar que presentar Hitler «tant com una figura còmica o com en l'encarnació del mal» corre el risc d'ocultar els fets històrics. Finalment, Fiedler pensa que l'assumpció que fa Vermes (que els lectors estarien d'acord amb ell que Hitler mereixia ser objecte de burla) és «sorprenentment naive»
A The Sydney Morning Herald, el crític Jason Steger va entrevistar l'autor del llibre, Vermes, que creu que la manera com es veu Hitler actualment «té molt poc a veure amb com era en realitat». «La majoria de la gent no creuria possible que, si haguessin viscut al temps de Hitler, potser també l'haurien trobat atractiu d'alguna manera», va dir.